# Laura Ikauniece-Admidiņa
Laura Ikauniece-Admidiņa (Letonia, 31 de mayo de 1992) es una atleta letona, especialista en la prueba de heptalón, con la que ha logrado ser medallista de bronce mundial en 2015.

## Carrera deportiva
En el Mundial de Pekín 2015 gana la medalla de bronce en heptalón, consiguiendo 6516 puntos (récord nacional de su país), y quedando en el podio tras la británica Jessica Ennis-Hill y la canadiense Brianne Theisen-Eaton.